# Erna Schur
Erna Johanna Schur (* 24. September 1897 in Berlin; † nach 1970) war eine Psychologin, die im Rahmen ihrer Dissertation wegweisende Experimente zur so genannten Mondtäuschung durchführte. 

## Leben
Erna Schur wurde am 9. Mai 1925 durch die Philosophische Fakultät der Friedrich-Wilhelms-Universität zu Berlin zum Dr. phil. promoviert.

## Leistungen
Erna Schur führte unter der Anleitung ihres Doktorvaters, dem Psychologen Wolfgang Köhler, eine Reihe von Experimenten zur Größenwahrnehmung im Zusammenhang mit der Mondtäuschung durch. Darunter versteht man die Beobachtung, dass der Mond, die Sonne und auch Sternbilder in Horizontnähe deutlich größer wahrgenommen werden als hoch am Himmel, obwohl eine astronomische Messung keinen Größenunterschied feststellen kann. Das Thema der Dissertation lautete: Mondtäuschung und Größenkonstanz. Die Promotionsprüfung umfasste neben zwei Prüfungen in Philosophie (bei Carl Stumpf bzw. Wolfgang Köhler) auch die Fächer Mathematik (Erhard Schmidt) und Physik (Arthur Wehnelt). Schur fand, dass man sich bereits bei einer Entfernung im zweistelligen Meterbereich in der Größeneinschätzung eines Objekts in Abhängigkeit von der Blickrichtung (horizontal/vertikal) genau so stark täuschen kann wie in der Natur beim Mond. Die Veröffentlichung ihrer Dissertation erfolgte in der Zeitschrift Psychologische Forschung.
Im Jahr 1927 heiratete sie den Chemiker Emanuel Padelt. Nach dem Zweiten Weltkrieg lebte sie in Berlin-Prenzlauer Berg  und veröffentlichte (als Erna Padelt) verschiedene populärwissenschaftliche Bücher.